# Shannonomyia (Shannonomyia) seclusa
Shannonomyia (Shannonomyia) seclusa is een tweevleugelige uit de familie steltmuggen (Limoniidae). De soort komt voor in het Neotropisch gebied.